# 칼리파 국제경기장
칼리파 국제경기장(아랍어: ملعب خليفة الدولي, 영어: Khalifa International Stadium)은 카타르 알라이얀에 있는 종합 운동장이다. 약 50,000명을 수용할 수 있고, 2006년 아시안 게임과 2011년 AFC 아시안컵 2019년 세계 육상 선수권 대회가 열렸던 경기장이다. 2022년 FIFA 월드컵 2030년 아시안 게임의 개최 경기장으로 선정되었다.
카타르 알라이얀 도하 스포츠 시티의 스포츠 단지 내 애스파이어 아카데미, 하마드 아쿠아틱 센터, 애스파이어 타워와 함께 들어서 있다. 명칭의 유래는 칼리파 빈 하마드 알타니 카타르의 옛 국왕의 이름을 딴 것이다. 2022년 FIFA 월드컵의 일부 경기를 개최했으며, 카타르 월드컵 경기장 가운데 처음으로 완공된 구장이기도 하다. 2017년에는 세계 최초로 GSAS (Global Sustainability Assessment System)에서 4등급을 받았다.

## 역사
원래 1976년에 개장하였지만 2006년 아시안 게임 개최를 위해 확장 공사를 실시하여 2만명 규모에서 4만명을 수용할 수 있도록 증축되었다. 2006년 아시안 게임 개막식에서 불꽃 놀이를 할 수 있게 플랫폼으로 사용된 동쪽에 큰 아치와 경기장 서쪽에도 지붕이 세워졌다.
1997년부터 매년 카타르 육상 슈퍼 그랑프리를 개최하고 2019년 가을엔 제17회 IAAF 세계 육상 선수권 대회를 개최했다. 2022년 FIFA 월드컵에 맞춰 경기장은 재개발되어 2017년 5월 재개장하였다.

## Speciality
중요한 특징은 경기장의 70% 이상을 덮고 있는 지붕입니다. 지붕은 EFTE 및 PTFE 재료로 설계되었습니다. 다른 경기장처럼 접을 수는 없지만 팬들에게 충분한 그늘을 제공할 수 있습니다. 그러나 칼리파 경기장의 특징은 두 개의 지붕 아치입니다. 이 아치는 경기장의 동쪽과 서쪽에 위치해 있으며 높이가 120미터가 넘습니다. 또한 경기장 주변에 냉각 장치도 장착되어 있습니다.
냉각 시스템은 경기 중에 온도를 24도까지 낮출 수 있습니다. 또한 최근 리노베이션에는 LED 피치 조명과 디지털 투광 조명도 설치되었습니다.

## 주요 대회
- 2004년 걸프컵
- 2006년 아시안 게임

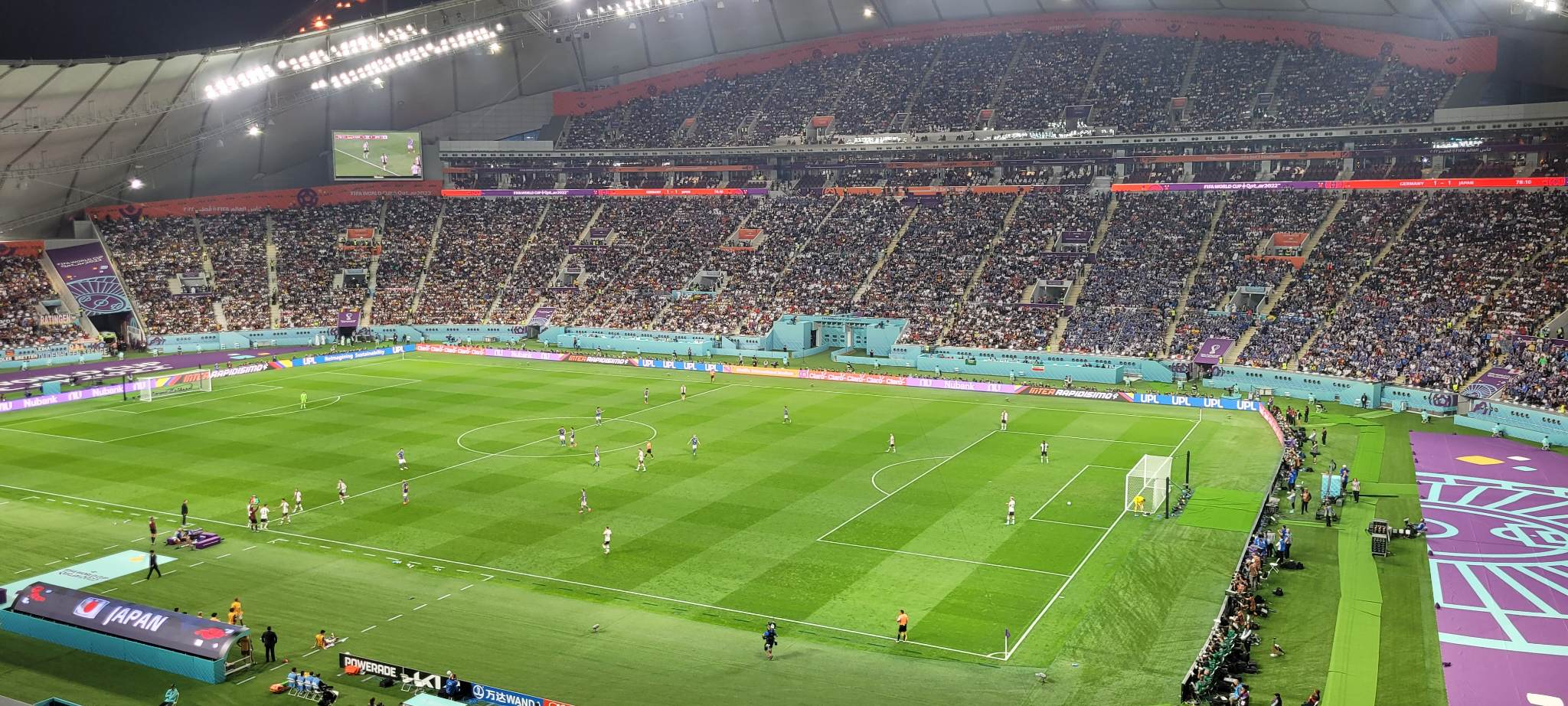
경기장 내부

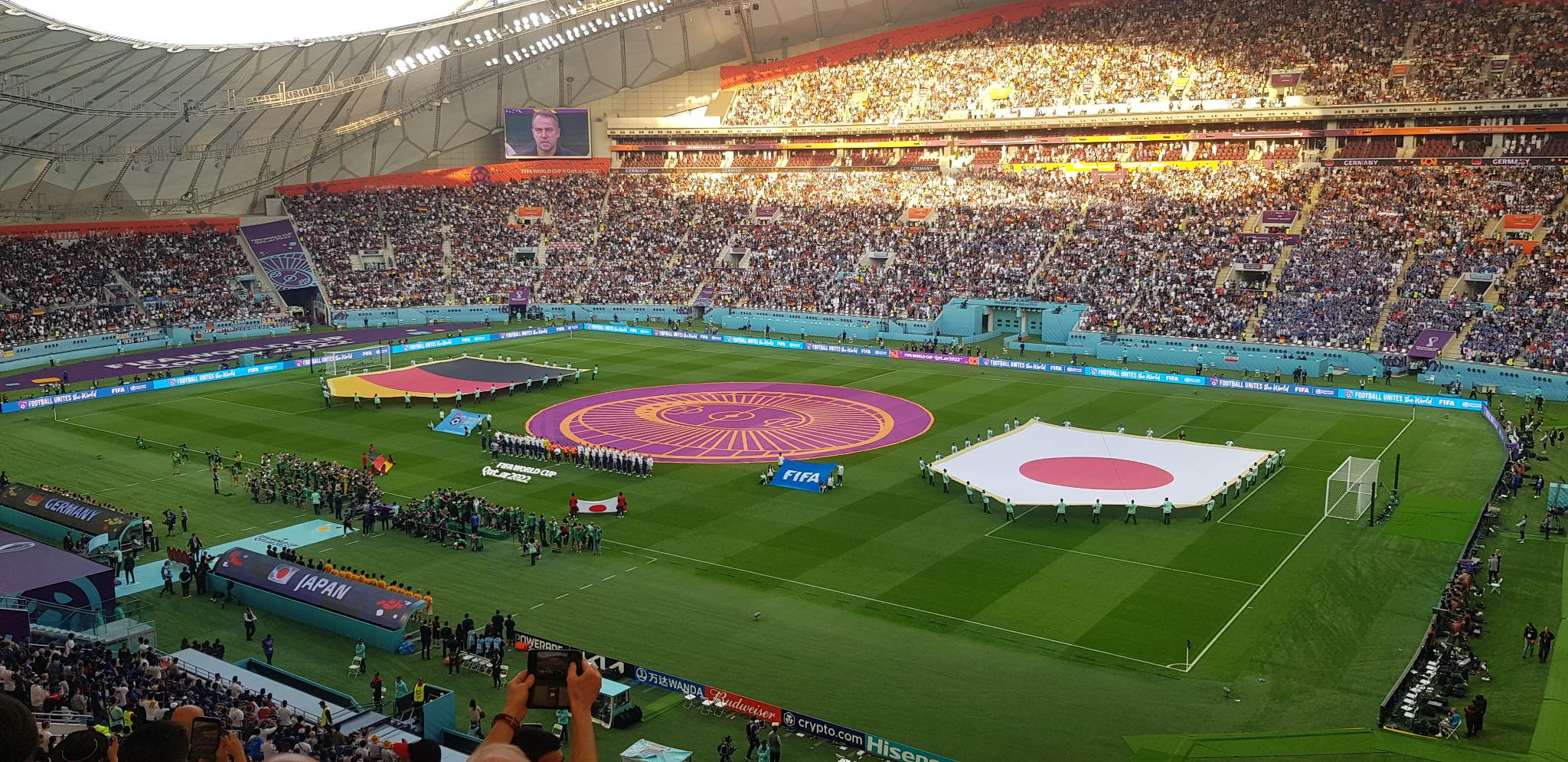
2022년 FIFA 월드컵

- 2011년 AFC 아시안컵 A조 예선, 8강전, 4강전, 결승전
- 2011년 팬아랍 게임
- 2019년 세계 육상 선수권 대회
- 2019년 걸프컵
- 2019년 FIFA 클럽 월드컵 결승전 포함 5경기 개최
- 2020년 AFC 챔피언스리그 조별리그 A조/G조/H조, 동아시아 16강
- 2021년 FIFA 아랍컵 카타르 예선 라운드
- 2022년 FIFA 월드컵
- 2023년 AFC 아시안컵
- 2030년 아시안 게임 (예정)

## 축구

### 2011년 AFC 아시안컵
| 일자     | 라운드   | 팀1            | 결과  | 팀2            |
| -------- | -------- | -------------- | ----- | -------------- |
| 1월 7일  | A조      | 카타르         | 0 - 2 | 우즈베키스탄   |
| 1월 12일 | A조      | 중화인민공화국 | 0 - 2 | 카타르         |
| 1월 16일 | A조      | 카타르         | 3 - 0 | 쿠웨이트       |
| 1월 21일 | 8강전    | 우즈베키스탄   | 2 - 1 | 요르단         |
| 1월 25일 | 준결승전 | 우즈베키스탄   | 0 - 6 | 오스트레일리아 |
| 1월 29일 | 결승전   | 오스트레일리아 | 0 - 1 | 일본           |

### 2019년 FIFA 클럽 월드컵
| 일자      | 라운드     | 팀1       | 결과  | 팀2        | 관중   |
| --------- | ---------- | --------- | ----- | ---------- | ------ |
| 12월 17일 | 5위 결정전 | 알사드    | 6 - 2 | 에스페랑스 | 15,037 |
| 12월 18일 | 준결승     | 플라멩구  | 0 - 2 | 알힐랄     | 21,588 |
| 12월 19일 | 준결승     | 몬테레이  | 1 - 2 | 리버풀 FC  | 45,416 |
| 12월 21일 | 3위 결정전 | 몬테레이  | 2 - 2 | 알힐랄     | 19,318 |
| 12월 22일 | 결승전     | 리버풀 FC | 1 - 0 | 플라멩구   | 45,416 |

### 2022년 FIFA 월드컵
| 일자      | 라운드  | 팀1        | 결과  | 팀2      | 관중   |
| --------- | ------- | ---------- | ----- | -------- | ------ |
| 11월 21일 | B조     | 잉글랜드   | 6 - 2 | 이란     | 45,344 |
| 11월 23일 | E조     | 독일       | 1 - 2 | 일본     | 42,608 |
| 11월 25일 | A조     | 네덜란드   | 1 - 1 | 에콰도르 | 44,833 |
| 11월 27일 | F조     | 크로아티아 | 4 - 1 | 캐나다   | 44,374 |
| 11월 29일 | A조     | 에콰도르   | 1 - 2 | 세네갈   | 44,569 |
| 12월 1일  | E조     | 일본       | 2 - 1 | 스페인   | 44,851 |
| 12월 3일  | 16강전  | 네덜란드   | 3 - 1 | 미국     | 44,846 |
| 12월 17일 | 3,4위전 | 크로아티아 | 2 - 1 | 모로코   | 44,137 |

### 2023년 AFC 아시안컵
| 일자     | 라운드 | 팀1            | 결과  | 팀2            | 관중   |
| -------- | ------ | -------------- | ----- | -------------- | ------ |
| 1월 14일 | C조    | 아랍에미리트   | 3 - 1 | 홍콩           | 15,586 |
| 1월 16일 | F조    | 사우디아라비아 | 2 - 1 | 오만           | 41,987 |
| 1월 19일 | F조    | 홍콩           | 0 - 1 | 이란           | 36,412 |
| 1월 22일 | A조    | 카타르         | 1 - 0 | 중화인민공화국 | 42,104 |
| 1월 25일 | E조    | 요르단         | 0 - 1 | 바레인         | 39,650 |
| 1월 29일 | 16강   | 이라크         | 2 - 3 | 요르단         | 35,814 |